# José White Lafitte

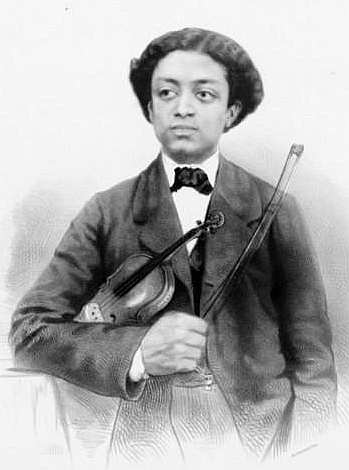
José White Lafitte, 1856

José Silvestre de los Dolores White Lafitte (* 17. Januar 1836 in Matanzas; † 15. März 1918 in Paris) war ein kubanisch-französischer Geiger und Komponist.

## Leben und Werk
White hatte Violinunterricht bei José Miguel Roman und Pedro Lecerff. 1854 gab er sein erstes öffentliches Konzert in Matanzas. Sein Klavierbegleiter war Louis Moreau Gottschalk, der ihn ermutigte, seine musikalische Ausbildung in Paris fortzusetzen.
1855 nahm er ein Studium am Conservatoire de Paris auf, wo Jean-Delphin Alard (Violine), Napoléon-Henri Reber (Komposition) und Ferdinand Taite (Kontrapunkt und Fuge) zu seinen Lehrern zählten. 1856 erhielt er den Premier Grand Prix im Fach Violine.
1857–1858 war White Erster Geiger eines Streichquartetts. Dann kehrte er wegen einer Erkrankung seines Vaters nach Kuba zurück, wo er erneut mit Gottschalk auftrat, unter anderem im Sauto Theater in seiner Heimatstadt Matanzas.  Von 1861 bis 1874 lebte er erneut in Paris. Er trat hier erfolgreich als Solist und Kammermusiker auf und wurde 1865 Mitglied der Société des Concerts du Conservatoire. Zu seinen
Violinschülern zählten u. a. George Enescu und Jacques Thibaud.
Anfang der 1870er Jahre unternahm White eine Konzerttournee durch Europa, danach tourte er durch Süd- und Nordamerika. Zwischen 1875 und 1877 trat er in New York, Boston, Washington und Philadelphia auf. Von 1877 bis 1889 war er Direktor des Konservatoriums von Rio de Janeiro. Von Kaiser Dom Pedro II wurde er zum Hofviolinisten ernannt, und er gründete mit Arthur Napoleão 1883 die Sociedade de Concertos Clássicos. Ab 1889 lebte er erneut als Geiger, Lehrer und Komponist in Paris.
Als Komponist stand White unter dem Einfluss europäischer Musiker wie Henryk Wieniawski und Henri Vieuxtemps. Er komponierte u. a. ein Violinkonzert, ein Streichquartett, einen Bolero für Violine und Orchester, Variationen für Cembalo und Orchester sowie Stücke für Violine und Klavier.